# Emimmo Salvi
Emimmo Salvi (eigentlich Domenico Salvi, * 23. Januar 1926 in Rom; † 1981 oder 1989) war ein italienischer Filmschaffender.

## Leben
Salvi trat in vielen Funktionen der Filmproduktion in Erscheinung. Seit 1949 arbeitete er als Produktionssekretär und -assistent, ab 1954 auch als ausführender Produzent (so bei Roberto Rossellinis Reise in Italien), weitere vier Jahre später als Produzent und Drehbuchautor. 1961 führte er dann zum ersten Male Regie. In dieser Funktion entwickelte er eine Vorliebe für die Verbindung von abenteuerlichen mit mythologischen Stoffen; bis 1967 (der Italowestern Wanted Johnny Texas) drehte er so eine Handvoll Filme, die – obwohl preisgünstig produziert – meist exotische Schauplätze hatten. Seinen letzten Film drehte er 1978. Nach Angaben des Filmjournalisten Christian Keßler ist er in den 1980er Jahren gestorben; laut Gordon Mitchell beging er 1989 Suizid nach einer Krankheits-Diagnose.

## Filmografie (Auswahl)
Produktion
- 1950: Der Göttergatte (Prima comunione) – Regie: Alessandro Blasetti
- 1950: Franziskus, der Gaukler Gottes (Francesco, giullare di Dio) – Regie: Roberto Rossellini
- 1951: Aufruhr im Familienbad (La famiglia Passaguai) – Regie: Aldo Fabrizi
- 1951: Keine Liebe, aber… aber… (Amor non ho… però… però) – Regie: Giorgio Bianchi
- 1954: Reise in Italien (Viaggio in Italia)
- 1954: Die Bettlerin von Notre Dame (Le due orfanelle) – Regie: Giacomo Gentilomo
- 1955: Die Verliebten (Gli innamorati) – Regie: Mauro Bolognini
- 1956: Bigamie ist kein Vergnügen (Il bigamo) – Regie: Luciano Emmer
- 1957: Die Nächte der Cabiria (Le notti di Cabiria)
- 1957: Brennpunkt Tanger (Agguato a Tangeri) – Regie: Riccardo Freda
- 1958: Rebell ohne Gnade (Capitan Fuoco)

Drehbuch
- 1958: Rebell ohne Gnade (Capitan Fuoco)
- 1960: David und Goliath (David e Golia)
- 1961: Siebenfache Rache (Le sette sfide) – Regie: Primo Zeglio
- 1961: Die Tataren (I Tartari)
- 1961: Der Untergang von Metropolis (Il gigante di Metropolis) – Regie: Umberto Scarpelli

Regie
- 1962: Vulcanus, der Titan (Vulcano figlio di Giove)
- 1962: Die Rache des Ali Baba (Le sette fatiche di Alì Babà)
- 1964: FBI ruft Istanbul (FBI chiama Istanbul)
- 1964: Die sieben Rachen des Adlers (Sinbad contro i sette saraceni)
- 1965: Der versteinerte Wald (Il tesoro della foresta pietrificata)
- 1966: Un gangster venuto da Brooklyn
- 1966: 3 Kugeln für Ringo (Tre colpi di Winchester per Ringo)
- 1967: Wanted Johnny Texas (Wanted Johnny Texas)
- 1978: Pugni, dollari e spinaci